# دانیال روبوک
دانیال روبوک (انگلیسی: Daniel Roebuck؛ زادهٔ ۴ مارس ۱۹۶۳) یک فیلم‌نامه‌نویس، تهیه‌کننده، بازیگر سینما، کارگردان، و هنرپیشه اهل ایالات متحده آمریکا است. وی از سال ۱۹۸۱ میلادی تاکنون مشغول فعالیت بوده‌است.
از فیلم‌ها یا برنامه‌های تلویزیونی که وی در آن نقش داشته است می‌توان به فراری، مارشال آمریکایی، واکنش دوگانه، مقصد نهایی و پروژه ایکس اشاره کرد.
وی همچنین در سریال گریم در نقش افسر اورسون(باورشواین) در چند قسمت ایفای نقش کرده است.